# Werner Gerhardt (Jungvolkführer)
Werner Gerhardt (* 22. Dezember 1912 in Zeitz; † 30. Juni 1932 ebenda) war Jungvolkführer und wurde als erster „Blutzeuge der NS-Bewegung“ im Gau Halle-Merseburg verehrt.

## Leben
Gerhardts Vater fiel im Ersten Weltkrieg. Ende der 1920er Jahre trat in die Hitlerjugend ein und wurde Jungvolkführer. Auf dem Rückweg von einer Versammlung der Hitlerjugend in Zeitz wurde Werner Gerhardt am 31. Mai 1932 von Helmut Fritz, einem Mitglied des Zeitzer Reichsbanners, mit einem Messer in die rechte Seite gestochen und brach wenig später am Wendischen Berg zusammen. Der Täter wurde kurze Zeit später inhaftiert. Die Kunde dieser Bluttat verbreitete sich schnell. Mitglieder der NSDAP versuchten, in das Gefängnis einzudringen und sich des Täters zu bemächtigen. Sie wurden von der Polizei mit Gummiknüppeln auseinandergetrieben. Es kam daraufhin im Stadtgebiet von Zeitz zu weiteren Schlägereien und Überfällen, die sich in den darauffolgenden Wochen fortsetzten.
Werner Gerhardt war inzwischen besinnungslos in das städtische Krankenhaus gebracht worden. Er wurde insgesamt fünfmal operiert und starb vier Wochen später. Seine Beerdigung am 3. Juli 1932 auf dem unteren Johannisfriedhof in Zeitz wurde mit Gejohle und Gepfeife der politischen Gegner begleitet. Erneut kam es dabei auch zu Tätlichkeiten.

## Ehrungen
In den Jahren bis 1945 wurde Gerhardt durch das NS-System als „Blutzeuge der Bewegung“ verehrt. Am Wendischen Berg in Zeitz wurde für ihn ein Gedenkstein errichtet. Nach ihm wurde 1933 in Gimritz die Führerschule benannt. In Zeitz trug eine Schule seinen Namen und der Weg am Wendischen Berg, wo er am 31. Mai 1932 niedergestochen wurde, trug ebenfalls seinen Namen. Im „Museum der nationalsozialistischen Erhebung“ in Halle (Saale) wurde auch an ihn erinnert. Der Gedenkstein am Wendischen Berg wurde in der Zeit der DDR beseitigt.